# モラエス館

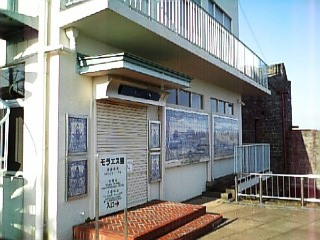
入口

モラエス館（モラエスかん、英称:Moraes　Museum）は、かつて徳島県徳島市眉山町にあったポルトガルの外交官であるヴェンセスラウ・デ・モラエスの記念館である。
1976年（昭和51年）7月1日に開館。建物内にはモラエスの旧宅（徳島市伊賀町）内を再現した書斎があった。
2015年（平成27年）3月31日に閉館。

## 基礎データ

### 開館時間
- 9：30 - 17：00

### 休館日
- 特定日のみ

12月28日 - 1月1日

### 入館料
（眉山ロープウェイ乗車券購入者は無料）
- 大人 - 200円
- 学生 - 150円
- 小人 - 100円

## 交通
- 眉山ロープウェイのりば「頂上駅」下車より徒歩2分。
- JR徳島駅から車で20分。